# Орлеан (Росія)
Орлеа́н (рос. Орлеан) — село у складі Благовіщенського району Алтайського краю, Росія. Адміністративний центр Орлеанської сільської ради.

## Населення
Населення — 529 осіб (2010; 525 у 2002).
Національний склад (станом на 2002 рік):
- росіяни — 48 %
- українці — 34 %